# Atletism la Jocurile Olimpice de vară din 2024 - 3.000 m obstacole (feminin)
Proba de atletism 3.000 m obstacole feminin de la Jocurile Olimpice de vară din 2024 a avut loc în perioada 4 - 6 august 2024 pe Stade de France.

## Recorduri
Înaintea acestei competiții, recordurile mondiale și olimpice erau următoarele:
| Record  | Atlet                    | Timp    | Loc            | Data           |
| ------- | ------------------------ | ------- | -------------- | -------------- |
| Mondial | Beatrice Chepkoech (KEN) | 8:44,32 | Monaco         | 20 iulie 2018  |
| Olimpic | Gulnara Galkina (RUS)    | 8:58,81 | Beijing, China | 17 august 2008 |

## Program
Orele sunt ora Franței (UTC+1) 
| Data                    | Oră   | Etapă      |
| ----------------------- | ----- | ---------- |
| Duminică, 4 august 2024 | 10:05 | Primul tur |
| Marți, 6 august 2024    | 21:10 | Finala     |

## Rezultate

### Primul tur
S-au calificat în finală primele trei atlete din fiecare serie (C).
| Loc | Serie | Atletă                  | Țară                       | Timp    | Note  |
| --- | ----- | ----------------------- | -------------------------- | ------- | ----- |
| 1   | 1     | Peruth Chemutai         | Uganda                     | 9:10,51 | C     |
| 2   | 1     | Faith Cherotich         | Kenya                      | 9:10,57 | C     |
| 3   | 1     | Gesa Krause             | Germania                   | 9:10,68 | C, SB |
| 4   | 1     | Courtney Wayment        | Statele Unite ale Americii | 9:10,72 | C     |
| 5   | 1     | Lomi Muleta             | Etiopia                    | 9:10,73 | C, PB |
| 6   | 1     | Marwa Bouzayani         | Tunisia                    | 9:10,91 | PB    |
| 7   | 3     | Beatrice Chepkoech      | Kenya                      | 9:13,56 | C     |
| 8   | 3     | Alice Finot             | Franța                     | 9:14,78 | C     |
| 9   | 3     | Lea Meyer               | Germania                   | 9:14,85 | C, PB |
| 10  | 2     | Winfred Yavi            | Bahrain                    | 9:15,11 | C     |
| 11  | 2     | Sembo Almayew           | Etiopia                    | 9:15,42 | C     |
| 12  | 2     | Valerie Constien        | Statele Unite ale Americii | 9:16,33 | C     |
| 13  | 2     | Elizabeth Bird          | Marea Britanie             | 9:16,46 | C     |
| 14  | 2     | Norah Jeruto            | Kazahstan                  | 9:16,46 | C, SB |
| 15  | 2     | Olivia Gürth            | Germania                   | 9:16,47 | PB    |
| 16  | 3     | Aneta Konieczek         | Polonia                    | 9:16,51 | C, RN |
| 17  | 3     | Irene Sánchez-Escribano | Spania                     | 9:17,39 | C, PB |
| 18  | 2     | Ceili McCabe            | Canada                     | 9:20,71 |       |
| 19  | 1     | Carolina Robles         | Spania                     | 9:22,48 |       |
| 20  | 3     | Ilona Mononen           | Finlanda                   | 9:22,77 | RN    |
| 21  | 1     | Parul Chaudhary         | India                      | 9:23,39 | SB    |
| 22  | 1     | Alicja Konieczek        | Polonia                    | 9:24,43 | PB    |
| 23  | 1     | Daisy Jepkemei          | Kazahstan                  | 9:24,69 |       |
| 24  | 3     | Marisa Howard           | Statele Unite ale Americii | 9:24,78 |       |
| 25  | 2     | Kinga Królik            | Polonia                    | 9:26,61 | PB    |
| 26  | 1     | Aimee Pratt             | Marea Britanie             | 9:27,26 | SB    |
| 27  | 2     | Luiza Gega              | Albania                    | 9:27,41 |       |
| 28  | 2     | Flavie Renouard         | Franța                     | 9:27,70 | SB    |
| 29  | 1     | Regan Yee               | Canada                     | 9:27,81 |       |
| 30  | 2     | Cara Feain-Ryan         | Australia                  | 9:28,72 | PB    |
| 31  | 3     | Stella Rutto            | România                    | 9:31,23 |       |
| 32  | 3     | Amy Cashin              | Australia                  | 9:32,93 |       |
| 33  | 3     | Tatiane Raquel da Silva | Brazilia                   | 9:33,96 | SB    |
| 34  | 3     | Belén Casetta           | Argentina                  | 9:34,78 |       |
| 35  | 2     | Jackline Chepkoech      | Kenya                      | 9:35,56 |       |
| 36  | 3     | Xu Shuangshuang         | China                      | 9:43,50 |       |

### Finala
| Loc | Atletă                  | Țară                       | Timp    | Note |
| --- | ----------------------- | -------------------------- | ------- | ---- |
| 1   | Winfred Yavi            | Bahrain                    | 8:52,76 | RO   |
| 2   | Peruth Chemutai         | Uganda                     | 8:53,34 | RN   |
| 3   | Faith Cherotich         | Kenya                      | 8:55,15 | PB   |
| 4   | Alice Finot             | Franța                     | 8:58,67 | RN   |
| 5   | Sembo Almayew           | Etiopia                    | 9:00,83 |      |
| 6   | Beatrice Chepkoech      | Kenya                      | 9:04,24 |      |
| 7   | Elizabeth Bird          | Marea Britanie             | 9:04,35 | RN   |
| 8   | Lomi Muleta             | Etiopia                    | 9:06,07 | PB   |
| 9   | Norah Jeruto            | Kazahstan                  | 9:08,97 |      |
| 10  | Lea Meyer               | Germania                   | 9:09,59 | PB   |
| 11  | Irene Sánchez-Escribano | Spania                     | 9:10,43 | PB   |
| 12  | Courtney Wayment        | Statele Unite ale Americii | 9:13,60 |      |
| 13  | Alicja Konieczek        | Polonia                    | 9:21,31 | PB   |
| 14  | Gesa Felicitas Krause   | Germania                   | 9:26,96 |      |
| 15  | Valerie Constien        | Statele Unite ale Americii | 9:34,08 |      |